# Rizzoli & Isles/Episodenliste

Logo zur Serie

Diese Episodenliste enthält alle Episoden der US-amerikanischen Krimiserie Rizzoli & Isles, sortiert nach der US-amerikanischen Erstausstrahlung. Zwischen 2010 und 2016 entstanden in sieben Staffeln insgesamt 105 Episoden mit einer Länge von jeweils etwa 43 Minuten.

## Übersicht
| Staffel | Episodenanzahl | Erstausstrahlung USA | Erstausstrahlung USA | Deutschsprachige Erstausstrahlung | Deutschsprachige Erstausstrahlung |
| Staffel | Episodenanzahl | Staffelpremiere      | Staffelfinale        | Staffelpremiere                   | Staffelfinale                     |
| ------- | -------------- | -------------------- | -------------------- | --------------------------------- | --------------------------------- |
| 1       | 10             | 12. Juli 2010        | 13. September 2010   | 14. März 2012                     | 16. Mai 2012                      |
| 2       | 15             | 11. Juli 2011        | 26. Dezember 2011    | 23. Mai 2012                      | 5. Dezember 2012                  |
| 3       | 15             | 5. Juni 2012         | 25. Dezember 2012    | 16. Januar 2013                   | 8. Mai 2013                       |
| 4       | 16             | 25. Juni 2013        | 18. März 2014        | 22. Januar 2014                   | 7. Mai 2014                       |
| 5       | 18             | 17. Juni 2014        | 17. März 2015        | 21. Januar 2015                   | 13. Mai 2015                      |
| 6       | 18             | 16. Juni 2015        | 15. März 2016        | 27. Januar 2016                   | 24. November 2016                 |
| 7       | 13             | 6. Juni 2016         | 5. September 2016    | 22. Februar 2017                  | 17. Mai 2017                      |

## Staffel 1
Die Erstausstrahlung der ersten Staffel war vom 12. Juli bis zum 13. September 2010 auf dem US-amerikanischen Kabelsender TNT zu sehen. Die deutschsprachige Erstausstrahlung sendete der deutsche Free-TV-Sender VOX vom 14. März bis zum 16. Mai 2012.
| Nr. (ges.) | Nr. (St.) | Deutscher Titel       | Originaltitel                      | Erstausstrahlung USA | Deutschsprachige Erstausstrahlung (D) | Regie            | Drehbuch                  | Zuschauer (DE) |
| --- | --------- | --------------------- | ---------------------------------- | -------------------- | ------------------------------------- | ---------------- | ------------------------- | -------------- |
| 1 | 1         | Wundmale              | See One, Do One, Teach One         | 12. Juli 2010        | 14. März 2012                         | Michael M. Robin | Janet Tamaro              | 2,82 Mio.      |
| Detective Jane Rizzoli und die Gerichtsmedizinerin Dr. Maura Isles ermitteln gegen den Serientäter Charles Hoyt, genannt „der Chirurg“. Ein Mord nach seinem Schema wurde entdeckt. Hoyt sitzt aber im Gefängnis. |           |                       |                                    |                      |                                       |                  |                           |                |
| 2 | 2         | Der Würger von Boston | Boston Strangler Redux             | 19. Juli 2010        | 21. März 2012                         | Michael M. Robin | Janet Tamaro              | 2,17 Mio.      |
| Rizzoli und Isles ermitteln in einer Serie von Morden, bei denen die Opfer erwürgt wurden. Die Taten ähneln dem Muster des vor vierzig Jahren verhafteten „Würger von Boston“. Während der Ermittlungen finden sie heraus, dass der damalige Täter nicht mehr im Gefängnis sitzt. |           |                       |                                    |                      |                                       |                  |                           |                |
| 3 | 3         | Voodoo                | Sympathy for the Devil             | 26. Juli 2010        | 28. März 2012                         | Roxann Dawson    | Joel Fields               | 1,83 Mio.      |
| Ein 15-jähriger Junge wird tot in einer Gasse gefunden. Die Todesursache ist nicht eindeutig. Die Mutter des Jungen denkt, dass der Teufel in ihm gefangen sei. Die Ermittlungen ergeben, dass eine Kirche, die Voodoo praktiziert, etwas mit dem Mord zu tun hat. |           |                       |                                    |                      |                                       |                  |                           |                |
| 4 | 4         | Tod auf dem Campus    | She Works Hard for the Money       | 2. Aug. 2010         | 4. Apr. 2012                          | Arvin Brown      | Dave Caplan               | 1,99 Mio.      |
| Dr. Maura Isles und Jane Rizzoli ermitteln in einem Mord an einer Studentin. |           |                       |                                    |                      |                                       |                  |                           |                |
| 5 | 5         | Reich und schön       | Money for Nothing                  | 9. Aug. 2010         | 11. Apr. 2012                         | Nelson McCormick | Dave Caplan & Joel Fields | 1,97 Mio.      |
| Adam Fairfield, ein Sprössling einer Bostoner Milliardärsfamilie, wird tot aufgefunden. Die Todesursache kann nicht auf Anhieb festgestellt werden. |           |                       |                                    |                      |                                       |                  |                           |                |
| 6 | 6         | Tödliche Dosis        | I Kissed a Girl                    | 16. Aug. 2010        | 18. Apr. 2012                         | Michael Zinberg  | Alison Cross              | 2,32 Mio.      |
| Eine junge Frau wird auf einem Parkplatz erschlagen. Um den Täter zu finden, muss Rizzoli gegen ihren Willen undercover ermitteln. |           |                       |                                    |                      |                                       |                  |                           |                |
| 7 | 7         | Todeslauf             | Born to Run                        | 23. Aug. 2010        | 25. Apr. 2012                         | Matt Penn        | David Gould               | 1,78 Mio.      |
| Rizzoli und Isles nehmen am Boston-Marathon teil. Bei Kilometer fünf entdecken sie eine Leiche, die eine Schusswunde aufweist. Um eine Massenpanik zu verhindern, wollen sie den Mord unter allen Umständen geheim halten; nur die Vorgesetzten werden eingeweiht. Nach dem Fund einer zweiten Leiche ergibt sich eine Verbindung: Beide Schussopfer standen vor Jahren mit einem dritten Mann, der aus einer einflussreichen Bostoner Familie stammt und ebenfalls regelmäßig am Marathon teilnimmt, in Verdacht, eine 15-jährige vergewaltigt und misshandelt zu haben. Der Fall wurde nie publik. Rizzoli und Isles finden heraus, dass sich das damalige Opfer vor einem Jahr umbrachte und dass ihre jüngere Schwester für die Schüsse verantwortlich ist. Die Ermittlerinnen können sie stellen, bevor sie den letzten Mann erschießt. Zusätzlich wird der Mann wegen der noch nicht verjährten Vergewaltigung einer Minderjährigen verhaftet. |           |                       |                                    |                      |                                       |                  |                           |                |
| 8 | 8         | Eiskalt               | I’m Your Boogie Man                | 30. Aug. 2010        | 2. Mai 2012                           | Mark Haber       | Janet Tamaro              | 2,21 Mio.      |
| Ein Toter mit durchgeschnittener Kehle wird auf einer Parkbank in Boston gefunden. Das Opfer wurde bereits vor zwei Jahren ermordet und danach tiefgekühlt. Die Vorgehensweise deutet auf den inhaftierten Serienkiller Charles Hoyt hin, der bereits zweimal versucht hat, Jane zu töten. |           |                       |                                    |                      |                                       |                  |                           |                |
| 9 | 9         | Blutsbande            | The Beast in Me                    | 6. Sep. 2010         | 9. Mai 2012                           | Adam Arkin       | Karina Csolty             | 2,04 Mio.      |
| Ein Mann wird mit einem Eispickel getötet. Bei den Laboruntersuchungen stellt Isles fest, dass das Opfer ihr Halbbruder Colin Doyle ist. Ihr leiblicher Vater ist der gesuchte Verbrecher Patrick Doyle. Er entführt Maura, um ihr zu sagen, dass er sie durch seine Taten schützen will. Am Ende tötet er Colins Mörder Tommy O’Rouke und hinterlässt Maura ein Bild, auf dem sie als Baby von ihrem Vater gehalten wird. |           |                       |                                    |                      |                                       |                  |                           |                |
| 10 | 10        | Auf der Kippe         | When the Gun Goes Bang, Bang, Bang | 13. Sep. 2010        | 16. Mai 2012                          | Michael M. Robin | Janet Tamaro              | 1,98 Mio.      |

## Staffel 2
Die Erstausstrahlung der zweiten Staffel war vom 11. Juli bis zum 26. Dezember 2011 auf dem US-amerikanischen Kabelsender TNT zu sehen. Die deutschsprachige Erstausstrahlung sendete der deutsche Free-TV-Sender VOX vom 23. Mai bis zum 5. Dezember 2012.
| Nr. (ges.) | Nr. (St.) | Deutscher Titel     | Originaltitel                   | Erstausstrahlung USA | Deutschsprachige Erstausstrahlung (D) | Regie            | Drehbuch                          | Zuschauer (DE) |
| ---------- | --------- | ------------------- | ------------------------------- | -------------------- | ------------------------------------- | ---------------- | --------------------------------- | -------------- |
| 11         | 1         | Explosiv            | We Don’t Need Another Hero      | 11. Juli 2011        | 23. Mai 2012                          | Michael Zinberg  | Janet Tamaro                      | 1,94 Mio.      |
| 12         | 2         | Schlammschlacht     | Living Proof                    | 18. Juli 2011        | 30. Mai 2012                          | Bethany Rooney   | Dee Johnson                       | 2,14 Mio.      |
| 13         | 3         | Landgang            | Sailor Man                      | 25. Juli 2011        | 6. Juni 2012                          | Michael Zinberg  | Joel Fields                       | 1,96 Mio.      |
| 14         | 4         | Verschleppt         | Brown Eyed Girl                 | 1. Aug. 2011         | 12. Sep. 2012                         | Mark Haber       | Julie Hébert                      | 2,52 Mio.      |
| 15         | 5         | Foul                | Don’t Hate the Player           | 8. Aug. 2011         | 19. Sep. 2012                         | Holly Dale       | David Gould & Janet Tamaro        | 2,07 Mio.      |
| 16         | 6         | Der Heckenschütze   | Rebel Without a Pause           | 15. Aug. 2011        | 26. Sep. 2012                         | Nelson McCormick | Elizabeth Benjamin & Janet Tamaro | 2,39 Mio.      |
| 17         | 7         | Hexenjagd           | Bloodlines                      | 22. Aug. 2011        | 10. Okt. 2012                         | Michael Zinberg  | Elizabeth Benjamin & Dee Johnson  | 2,27 Mio.      |
| 18         | 8         | Tödliche Fracht     | My Own Worst Enemy              | 29. Aug. 2011        | 17. Okt. 2012                         | Terrence O’Hara  | Joel Fields & Emilia Serrano      | 2,72 Mio.      |
| 19         | 9         | Schatten des Vaters | Gone Daddy Gone                 | 5. Sep. 2011         | 24. Okt. 2012                         | Fred Toye        | David Gould & Dee Johnson         | 2,50 Mio.      |
| 20         | 10        | Nemesis             | Remember Me                     | 12. Sep. 2011        | 31. Okt. 2012                         | Randy Zisk       | David J. North & Janet Tamaro     | 2,18 Mio.      |
| 21         | 11        | Stummer Zeuge       | Can I Get a Witness?            | 28. Nov. 2011        | 7. Nov. 2012                          | Andy Wolk        | Janet Tamaro & Elizabeth Benjamin | 2,57 Mio.      |
| 22         | 12        | Unter Verdacht      | He Ain’t Heavy, He’s My Brother | 5. Dez. 2011         | 14. Nov. 2012                         | Steve Robin      | David Gould & Dee Johnson         | 2,36 Mio.      |
| 23         | 13        | Klassentreffen      | Seventeen Ain’t So Sweet        | 12. Dez. 2011        | 21. Nov. 2012                         | Rod Holcomb      | Shelley Meals & Darin Goldberg    | 2,54 Mio.      |
| 24         | 14        | Tanz in den Tod     | Don’t Stop Dancing, Girl        | 19. Dez. 2011        | 28. Nov. 2012                         | Mark Haber       | David Gould & Janet Tamaro        | 2,67 Mio.      |
| 25         | 15        | Brandherd           | Burning Down the House          | 26. Dez. 2011        | 5. Dez. 2012                          | Michael Zinberg  | Janet Tamaro                      | 2,58 Mio.      |

## Staffel 3
Die Erstausstrahlung der dritten Staffel war vom 5. Juni bis zum 25. Dezember 2012 auf dem US-amerikanischen Kabelsender TNT zu sehen. Die deutschsprachige Erstausstrahlung sendete der deutsche Free-TV-Sender VOX vom 16. Januar bis zum 8. Mai 2013.
| Nr. (ges.) | Nr. (St.) | Deutscher Titel   | Originaltitel              | Erstausstrahlung USA | Deutschsprachige Erstausstrahlung (D) | Regie                | Drehbuch                                                                     |
| ---------- | --------- | ----------------- | -------------------------- | -------------------- | ------------------------------------- | -------------------- | ---------------------------------------------------------------------------- |
| 26         | 1         | Eiszeit           | What Doesn’t Kill You      | 5. Juni 2012         | 16. Jan. 2013                         | Michael Katleman     | Janet Tamaro                                                                 |
| 27         | 2         | Schmutzige Wasser | Dirty Little Secret        | 12. Juni 2012        | 23. Jan. 2013                         | Aaron Lipstadt       | Steve Lichtman & Kiersten Van Home                                           |
| 28         | 3         | Trauma            | This is How a Heart Breaks | 19. Juni 2012        | 30. Jan. 2013                         | Steve Robin          | David Gould & Sal Calleros                                                   |
| 29         | 4         | Puppenhaus        | Welcome to the Dollhouse   | 26. Juni 2012        | 6. Feb. 2013                          | Mark Haber           | Russell J. Grant & Janet Tamaro                                              |
| 30         | 5         | Ritterschlag      | Throwing Down the Gauntlet | 3. Juli 2012         | 13. Feb. 2013                         | Jamie Babbit         | Antoinette Stella & Janet Tamaro                                             |
| 31         | 6         | Hinter der Maske  | Money Maker                | 10. Juli 2012        | 20. Feb. 2013                         | Greg Beeman          | David Sonnenborn & Janet Tamaro                                              |
| 32         | 7         | Liebeswahn        | Crazy for You              | 17. Juli 2012        | 27. Feb. 2013                         | Frederick E. O. Toye | Antoinette Stella & Lindsay Sturman                                          |
| 33         | 8         | Blutige Hochzeit  | Cuts Like a Knife          | 24. Juli 2012        | 6. März 2013                          | Randy Zisk           | David Gould & Sal Calleros                                                   |
| 34         | 9         | Vier Kugeln       | Home Town Glory            | 31. Juli 2012        | 13. März 2013                         | Milan Cheylov        | Janet Tamaro                                                                 |
| 35         | 10        | Blutende Venus    | Melt My Heart to Stone     | 14. Aug. 2012        | 20. März 2013                         | Michael Katleman     | Russell J. Grant & Janet Tamaro                                              |
| 36         | 11        | Rattengift        | Class Action Satisfaction  | 27. Nov. 2012        | 27. März 2013                         | Norman Buckley       | Antoinette Stella & Lindsay Sturman                                          |
| 37         | 12        | Verstrickungen    | Love the Way You Lie       | 4. Dez. 2012         | 3. Apr. 2013                          | Mark Harber          | Steve Lichtman & David Gould                                                 |
| 38         | 13        | Virtuelle Liebe   | Virtual Love               | 11. Dez. 2012        | 17. Apr. 2013                         | Steve Robin          | Handlung: Sam Lembeck & Sal Calleros Schauspiel: Sal Calleros & Janet Tamaro |
| 39         | 14        | Stolperfalle      | Over/Under                 | 18. Dez. 2012        | 1. Mai 2013                           | Paul Holohan         | Handlung: Russell J. Grant & Janet Tamaro Schauspiel: Janet Tamaro           |
| 40         | 15        | Pfusch am Bau     | No More Drama in My Life   | 25. Dez. 2012        | 8. Mai 2013                           | Michael Katleman     | Janet Tamaro                                                                 |

## Staffel 4
Die Erstausstrahlung der vierten Staffel war vom 25. Juni 2013 bis zum 18. März 2014 auf dem US-amerikanischen Kabelsender TNT zu sehen. Die deutschsprachige Erstausstrahlung sendete der deutsche Free-TV-Sender VOX vom 22. Januar bis zum 7. Mai 2014.
| Nr. (ges.) | Nr. (St.) | Deutscher Titel          | Originaltitel                      | Erstausstrahlung USA | Deutschsprachige Erstausstrahlung (D) | Regie            | Drehbuch                                                                              |
| ---------- | --------- | ------------------------ | ---------------------------------- | -------------------- | ------------------------------------- | ---------------- | ------------------------------------------------------------------------------------- |
| 41         | 1         | Unter Schwestern         | We Are Family                      | 25. Juni 2013        | 22. Jan. 2014                         | Michael Katleman | Janet Tamaro                                                                          |
| 42         | 2         | Enthüllungen             | In Over Your Head                  | 2. Juli 2013         | 29. Jan. 2014                         | Jamie Babbit     | Russell J. Grant & Janet Tamaro                                                       |
| 43         | 3         | Mord in der Kirche       | But I am a Good Girl               | 9. Juli 2013         | 5. Feb. 2014                          | Mark Haber       | Charlie Craig & Ken Hanes                                                             |
| 44         | 4         | Filmriss                 | Killer in High Heels               | 16. Juli 2013        | 12. Feb. 2014                         | Jamie Babbitt    | Handlung: Lisa Marie Petersen Schauspiel: Janet Tamaro                                |
| 45         | 5         | Tanz mit dem Teufel      | Dance with the Devil               | 23. Juli 2013        | 19. Feb. 2014                         | Norman Buckley   | Handlung: Shireen Razack Schauspiel: Janet Tamaro                                     |
| 46         | 6         | Pechsträhne              | Somebody’s Watching Me             | 30. Juli 2013        | 26. Feb. 2014                         | Milan Cheylov    | Lisa Marie Petersen & Ken Hanes                                                       |
| 47         | 7         | Alle für Eine            | All For One                        | 6. Aug. 2013         | 5. März 2014                          | Paul Holohan     | Janet Tamaro                                                                          |
| 48         | 8         | Kalter Tod               | Cold As Ice                        | 13. Aug. 2013        | 12. März 2014                         | Randy Zisk       | Lisa Marie Petersen & Ken Hanes                                                       |
| 49         | 9         | Bluthaus                 | No One Mourns the Wicked           | 20. Aug. 2013        | 19. März 2014                         | Steve Robin      | Handlung: Ken Hanes & Lisa Marie Peterson Schauspiel: Janet Tamaro                    |
| 50         | 10        | Speed                    | Built for Speed                    | 27. Aug. 2013        | 26. März 2014                         | Anthony Hardwick | Russell J. Grant & Matt MacLeod                                                       |
| 51         | 11        | Todesurteil              | Judge, Jury & Executioner          | 3. Sep. 2013         | 2. Apr. 2014                          | Mark Haber       | Shireen Razack & Jill Goldsmith                                                       |
| 52         | 12        | Kaltschnäuzig            | Partners in Crime                  | 10. Sep. 2013        | 9. Apr. 2014                          | Randy Zisk       | Linda McGibney & Janet Tamaro                                                         |
| 53         | 13        | Sommer des Clowns        | Tears of a Clown                   | 25. Feb. 2014        | 16. Apr. 2014                         | Michael Katleman | Handlung: Ken Hanes & Matt MacLeod Schauspiel: Ken Hanes, Matt MacLeod & Janet Tamaro |
| 54         | 14        | Schlussakkord            | Just Push Play                     | 4. März 2014         | 23. Apr. 2014                         | Kate Woods       | Handlung: Linda McGibney & Sam Lembeck Schauspiel: Linda McGibney & Janet Tamaro      |
| 55         | 15        | Ausgekocht               | Food for Thought                   | 11. März 2014        | 30. Apr. 2014                         | Steve Clancy     | Handlung: Jill Goldsmith & Y. Shireen Razack Schauspiel: Janet Tamaro                 |
| 56         | 16        | Der Feind in deinem Bett | You’re Gonna Miss Me When I’m Gone | 18. März 2014        | 7. Mai 2014                           | Norman Buckley   | Janet Tamaro                                                                          |

## Staffel 5
Die Erstausstrahlung der fünften Staffel war vom 17. Juni 2014 bis zum 17. März 2015 auf dem US-amerikanischen Kabelsender TNT zu sehen. Die deutschsprachige Erstausstrahlung sendete der deutsche Free-TV-Sender VOX vom 21. Januar bis zum 13. Mai 2015.
| Nr. (ges.) | Nr. (St.) | Deutscher Titel       | Originaltitel               | Erstausstrahlung USA | Deutschsprachige Erstausstrahlung (D) | Regie                    | Drehbuch                         |
| ---------- | --------- | --------------------- | --------------------------- | -------------------- | ------------------------------------- | ------------------------ | -------------------------------- |
| 57         | 1         | Andere Umstände       | A New Day                   | 17. Juni 2014        | 21. Jan. 2015                         | Michael Katleman         | Michael Sardo                    |
| 58         | 2         | Unter Schock          | …Goodbye                    | 24. Juni 2014        | 28. Jan. 2015                         | Steve Robin              | Jan Nash                         |
| 59         | 3         | Tod im Park           | Too Good to Be True         | 1. Juli 2014         | 4. Feb. 2015                          | Mark Haber               | Ken Hanes                        |
| 60         | 4         | Das Jüngste Gericht   | Doomsday                    | 8. Juli 2014         | 11. Feb. 2015                         | Kevin Dowling            | Katie Wech                       |
| 61         | 5         | Sterbehilfe           | The Best Laid Plans         | 15. Juli 2014        | 18. Feb. 2015                         | Christine Moore          | Alicia Kirk                      |
| 62         | 6         | Zahn um Zahn          | Knockout                    | 22. Juli 2014        | 25. Feb. 2015                         | Paul Holahan             | Russell J. Grant & Michael Sardo |
| 63         | 7         | Zwischen den Welten   | Boston Keltic               | 29. Juli 2014        | 4. März 2015                          | Kate Woods               | Blair Singer                     |
| 64         | 8         | Die einzige Zeugin    | Lost & Found                | 5. Aug. 2014         | 11. März 2015                         | Randy Zisk               | Jan Nash & Michael Sardo         |
| 65         | 9         | Du bist nicht allein  | It Takes a Village          | 12. Aug. 2014        | 18. März 2015                         | Michael Katleman         | Ken Hanes & Jan Nash             |
| 66         | 10        | Phönix aus der Asche  | Phoenix Rising              | 19. Aug. 2014        | 25. März 2015                         | Mark Haber               | Russell J. Grant & Alicia Kirk   |
| 67         | 11        | Hitzewelle            | If You Can’t Stand the Heat | 26. Aug. 2014        | 1. Apr. 2015                          | Steve Clancy             | Diana Mendez & Sam Lembeck       |
| 68         | 12        | Die Last der Beweise  | Burden of Proof             | 2. Sep. 2014         | 8. Apr. 2015                          | Norman Buckley           | Katie Wech                       |
| 69         | 13        | Abgründe              | Bridge to Tomorrow          | 17. Feb. 2015        | 15. Apr. 2015                         | Ed Ornelas               | Ken Hanes                        |
| 70         | 14        | Von Opfern und Tätern | Foot Loose                  | 24. Feb. 2015        | 22. Apr. 2015                         | Christine Moore          | Michael Sardo                    |
| 71         | 15        | Fashion Victim        | Gumshoe                     | 3. März 2015         | 29. Apr. 2015                         | Greg Prange              | Ron McGhee                       |
| 72         | 16        | Gestohlenes Leben     | In Plain View               | 10. März 2015        | 6. Mai 2015                           | Mark Haber               | Russell J. Grant                 |
| 73         | 17        | Hinterhalt            | Bite Out Of Crime           | 17. März 2015        | 13. Mai 2015                          | Alicia Kirk & Katie Wech | Steve Robin                      |
| 74         | 18        | Doppeltes Spiel       | Family Matters              | 17. März 2015        | 13. Mai 2015                          | Michael Katleman         | Jan Nash                         |

## Staffel 6
Die Erstausstrahlung der sechsten Staffel fand vom 16. Juni 2015 bis zum 15. März 2016 auf dem US-amerikanischen Kabelsender TNT statt. Die deutschsprachige Erstausstrahlung der ersten elf Folgen sendete der deutsche Free-TV-Sender VOX vom 27. Januar bis zum 6. April 2016. Die restlichen Folgen sendete der österreichische Free-TV-Sender ATV ab dem 13. Oktober 2016.
| Nr. (ges.) | Nr. (St.) | Deutscher Titel       | Originaltitel               | Erstausstrahlung USA | Deutschsprachige Erstausstrahlung (D/A) | Regie           | Drehbuch                                                    |
| ---------- | --------- | --------------------- | --------------------------- | -------------------- | --------------------------------------- | --------------- | ----------------------------------------------------------- |
| 75         | 1         | Unter Beschuss        | The Platform                | 16. Juni 2015        | 27. Jan. 2016                           | Greg Prange     | Jan Nash                                                    |
| 76         | 2         | Am Haken              | Bassholes                   | 23. Juni 2015        | 3. Feb. 2016                            | Chad Lowe       | Michael Sardo                                               |
| 77         | 3         | Gegen die Zeit        | Deadly Harvest              | 30. Juni 2015        | 10. Feb. 2016                           | Mark Haber      | Ken Hanes                                                   |
| 78         | 4         | Kunstfehler           | Imitation Game              | 7. Juli 2015         | 17. Feb. 2016                           | Steve Robin     | Katie Wech                                                  |
| 79         | 5         | Ausgespielt           | Misconduct                  | 14. Juli 2015        | 24. Feb. 2016                           | Kate Woods      | Ron McGee                                                   |
| 80         | 6         | Unerkannt             | Face Value                  | 21. Juli 2015        | 2. März 2016                            | Steve Clancy    | Handlung: Alicia Kirk Schauspiel: Sam Lembeck               |
| 81         | 7         | Im Käfig              | A Bad Seed Grows            | 28. Juli 2015        | 9. März 2016                            | Christine Moore | Russell J. Grant                                            |
| 82         | 8         | Schwarze Diamanten    | Nice to Meet You, Dr. Isles | 4. Aug. 2015         | 16. März 2016                           | Norman Buckley  | Jan Nash & Michael Sardo                                    |
| 83         | 9         | Wahre Liebe           | Love Taps                   | 11. Aug. 2015        | 23. März 2016                           | Pete Kowalski   | Handlung: Dan Hamamura Schauspiel: Ron McGee & Dan Hamamura |
| 84         | 10        | Ein Hundeleben        | Sister Sister               | 18. Aug. 2015        | 30. März 2016                           | Steve Robin     | Ken Hanes                                                   |
| 85         | 11        | Licht und Schatten    | Fake It 'Til You Make It    | 25. Aug. 2015        | 6. Apr. 2016                            | Mark Haber      | Katie Wech                                                  |
| 86         | 12        | 5:26                  | 5:26                        | 1. Sep. 2015         | 13. Okt. 2016                           | Greg Prange     | Michael Sardo                                               |
| 87         | 13        | Katz und Maus         | Hide and Seek               | 16. Feb. 2016        | 20. Okt. 2016                           | Kevin G. Cremin | Jan Nash                                                    |
| 88         | 14        | Ins Gras gebissen     | Murderjuana                 | 16. Feb. 2016        | 27. Okt. 2016                           | Norman Buckley  | Russel J. Grant                                             |
| 89         | 15        | Ende mit Schrecken    | Scared to Death             | 23. Feb. 2016        | 3. Nov. 2016                            | Mark Haber      | Ron McGee                                                   |
| 90         | 16        | Gejagt                | East Meets West             | 1. März 2016         | 10. Nov. 2016                           | Mark Strand     | Ken Hanes                                                   |
| 91         | 17        | Minenfeld             | Bomb Voyage                 | 8. März 2016         | 17. Nov. 2016                           | Jan Nash        | Jan Nash & Katie Wech                                       |
| 92         | 18        | Ein Schuss im Dunkeln | A Shot in the Dark          | 15. März 2016        | 24. Nov. 2016                           | Greg Prange     | Michael Sardo                                               |

## Staffel 7
Die Erstausstrahlung der siebten Staffel war vom 6. Juni 2016 bis zum 9. September auf dem US-amerikanischen Kabelsender TNT zu sehn. Die deutschsprachige Erstausstrahlung sendete der deutsche Free-TV-Sender VOX vom 22. Februar bis 17. Mai 2017.
| Nr. (ges.) | Nr. (St.) | Deutscher Titel          | Originaltitel              | Erstausstrahlung USA | Deutschsprachige Erstausstrahlung (D) | Regie             | Drehbuch                         |
| ---------- | --------- | ------------------------ | -------------------------- | -------------------- | ------------------------------------- | ----------------- | -------------------------------- |
| 93         | 1         | Heimsuchung              | Two Shots: Move Forward    | 6. Juni 2016         | 22. Feb. 2017                         | Greg Prange       | Jan Nash                         |
| 94         | 2         | Befreiungsschlag         | Dangerous Curve Ahead      | 6. Juni 2016         | 1. März 2017                          | Norman Buckley    | Ron McGee                        |
| 95         | 3         | Unter Zombies            | Cops vs. Zombies           | 13. Juni 2016        | 8. März 2017                          | Steve Robin       | Katie Wech                       |
| 96         | 4         | Post Mortem              | Post Mortem                | 20. Juni 2016        | 15. März 2017                         | Mark Haber        | Meredith Philpott                |
| 97         | 5         | Im Schatten des Zweifels | Shadow of Doubt            | 27. Juni 2016        | 22. März 2017                         | Peter B. Kowalski | Ken Hanes                        |
| 98         | 6         | Geister                  | There Be Ghosts            | 11. Juli 2016        | 29. März 2017                         | Kevin G. Cremin   | Russell J. Grant                 |
| 99         | 7         | Fette Beute              | Dead Weight                | 18. Juli 2016        | 5. Apr. 2017                          | Stephen Clancy    | Jeremy Svenson & Sam Lembeck     |
| 100        | 8         | Orange                   | 2M7258-100                 | 25. Juli 2016        | 12. Apr. 2017                         | Angie Harmon      | Jan Nash                         |
| 101        | 9         | 65 Stunden               | 65 Hours                   | 1. Aug. 2016         | 19. Apr. 2017                         | Mark Strand       | Meredith Philpott & Dan Hamamura |
| 102        | 10        | Altlasten                | For Richer or Poorer       | 15. Aug. 2016        | 26. Apr. 2017                         | Sasha Alexander   | Ken Hanes                        |
| 103        | 11        | Ein Sarg für zwei        | Stiffed                    | 22. Aug. 2016        | 3. Mai 2017                           | Jan Nash          | Katie Wech                       |
| 104        | 12        | Gestern, heute, morgen   | Yesterday, Today, Tomorrow | 29. Aug. 2016        | 10. Mai 2017                          | Greg Prange       | Ron McGee                        |
| 105        | 13        | Dienstschluss            | Ocean-Frank                | 5. Sep. 2016         | 17. Mai 2017                          | Michael Robin     | Russell J. Grant & Jan Nash      |